# Epirrhoe albotaeniatula
Epirrhoe albotaeniatula là một loài bướm đêm trong họ Geometridae.